# Grand Prix d'Ouverture La Marseillaise 1987
Il Grand Prix d'Ouverture La Marseillaise 1987, conosciuto anche come Grand Prix de Bessèges, ottava edizione della corsa, si svolse il 3 febbraio 1987 su un percorso di 125 km. La vittoria fu appannaggio del danese Johnny Weltz, che completò il percorso in 2h55'33", alla media di 42,723 km/h, precedendo il francese Jean-Claude Colotti ed il britannico Paul Watson.

## Ordine d'arrivo (Top 10)
| Pos. | Corridore            | Squadra   | Tempo    |
| ---- | -------------------- | --------- | -------- |
| 1    | Johnny Weltz         | Fagor     | 2h55'33" |
| 2    | Jean-Claude Colotti  | R.M.O.    | s.t.     |
| 3    | Paul Watson          | Lycra     | s.t.     |
| 4    | Philippe Casado      | Z         | s.t.     |
| 5    | Éric Guyot           | Système U | s.t.     |
| 6    | Gilles Sanders       | KAS       | a 2'20"  |
| 7    | Jean-Jacques Philipp | Fagor     | a 8'00"  |
| 8    | Wilfried Peeters     | Sigma     | s.t.     |
| 9    | Pierre Le Bigault    | Z         | s.t.     |
| 10   | Jean-Claude Bagot    | Fagor     | s.t.     |